# Estlands västra skärgård

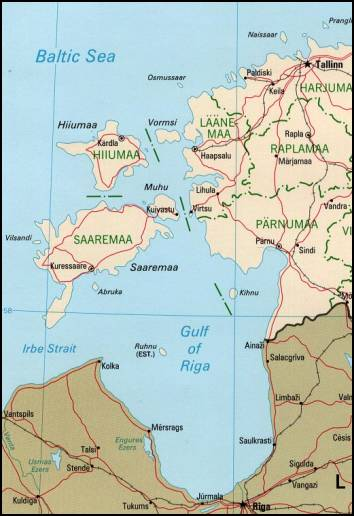
Estlands västra skärgård (Moonsundöarna) ses i övre vänstra delen av kartan

Estlands västra skärgård, även känd som Moonsundöarna, är en grupp öar i Östersjön, väster om Estlands fastland. De ligger i och kring havsområdet Moonsund, norr om Rigabukten. Öarna sammanfaller i hög grad med det estlandssvenska kulturgeografiska området Aiboland. 

## Öar i skärgården
De största öarna är i storleksordning:
- Ösel (Saaremaa)
- Dagö (Hiiumaa)
- Moon (Muhu)
- Ormsö (Vormsi)